# Benjamin Tucker
Benjamin Ricketson Tucker (South Dartmouth, 17 aprile 1854 – Principato di Monaco, 22 giugno 1939) è stato un filosofo statunitense, tra i più importanti anarchici individualisti e socialisti libertari del XIX secolo.

## Biografia
Nato a South Dartmouth, nel Massachusetts, è stato uno dei più importanti anarchici individualisti della storia. Primo a tradurre in inglese la summa del pensiero stirneriano, L'unico e la sua proprietà, Tucker pubblicò attraverso la sua casa editrice il periodico anarcoindividualista Liberty, che ebbe importanti scrittori, tra i quali troviamo il giurista e filosofo del diritto Lysander Spooner, Stephen Pearl Andrews e i più importanti anarcoindividualisti del tempo. Benjamin R. Tucker ebbe tra i suoi maestri di libertà Josiah Warren, pioniere del prezzo di costo contro lo sfruttamento capitalistico ai danni dei consumatori.
In Liberty Tucker espose le teorie del filosofo britannico Herbert Spencer e scrisse a sostegno del libero pensiero e del libero amore, e in contrapposizione alla legislazione religiosa e contro il proibizionismo. Tucker lottava per una rivoluzione libertaria, ma che escludesse totalmente l'uso della violenza (neither bullet, nor ballot, né pallottole, né voti).
La femminista Victoria Woodhull, forse la prima candidata donna alla carica di Presidente degli USA, ebbe una relazione con Benjamin Tucker. Una delle disobbedienze civili di Tucker fu quella di distribuire con la massima pubblicità il libro proibito di Walt Whitman, Foglie d'erba, censurato dalle pittoresche e sessuofobe leggi Comstock: nessuno osò arrestarlo, poi le leggi furono abrogate.

### I quattro monopoli
Tucker sosteneva che le povere condizioni dei lavoratori americani e del mondo derivassero dai cosiddetti quattro monopoli legali principali, ossia lo Stato monopolista o "monopolifero" illegittimamente stabilisce tutti i privilegi monopolistici, li concede alle aziende sfruttatrici, e li difende con l'uso illegittimo della forza:
1. Il monopolio di emissione della moneta
2. Il monopolio dei terreni
3. Le tariffe, cioè gli alti prezzi, anche internazionali, imposti dagli Stati
4. I brevetti sulle invenzioni

Per esempio, con l'imposizione di prezzi alti (relativamente agli stipendi), lo Stato induce le aziende a sfruttare tutti i consumatori (non solo i lavoratori). Così il protezionismo esprime lo sfruttamento. Lo Stato però induce lo sfruttamento dei consumatori soprattutto attraverso il complesso e più potente sistema bancario: La Banca Centrale ha il suddetto monopolio di emissione, ed esige un tasso di interesse dalle banche ordinarie, le banche esigono più alti interessi dalle aziende (manifatturiere, servizi e distribuzione al dettaglio), le quali, per coprire almeno i costi del sistema finanziario, devono ottenere ancora più alti tassi di redditività, e ciascuna azienda ricarica i prezzi all'altra, e tutte sfruttano i consumatori. L'uso dell'unità monetaria monopolistica è assicurato dall'esazione di tasse in moneta monopolistica in ogni scambio. Solo un libero mercato del prezzo di costo generalizzato può dare equità senza forzature.